# Кронье, Эдмон
Франсуа-Луи́ Круаню́ (фр. François-Louis Croisnu), более известный как Эдмо́н Кронье́ (Edmond Crosnier), или просто Эдмо́н (11 мая 1792, Версаль — 3 сентября 1867, Лепо, ныне в составе муниципалитета Лиль) — французский театральный деятель, либреттист
 и политик.
Мать Кронье работала консьержкой на служебном входе Парижской оперы, и, по легенде, одна только Розина Штольц осмеливалась обращаться к ней на «ты». Кронье занимался журналистикой, написал ряд либретто — в том числе к опере Александро Пиччини «Мандарин» (1827).
В 1830 году возглавил парижский театр «Порт-Сен-Мартен». Затем в 1834—1845 годах был директором «Опера-комик»; период руководства Кронье был отмечен особенно плодотворным сотрудничеством театра с композитором Адольфом Аданом. В 1854— 1856 годах занимал пост директора Парижской оперы.
Занявшись политической карьерой, Кронье в 1852 году был избран депутатом французского Национального собрания от департамента Луар и Шер и сохранял депутатский мандат до конца жизни. На протяжении многих лет был также мэром городка Лиль в том же департаменте.